# Grandvilliers (Eure)
Pour l’article homonyme, voir Grandvilliers (Oise).
Grandvilliers [gʁɑ̃vilje] est une commune française située dans le département de l'Eure en région Normandie. Depuis le 1er janvier 2019, elle est une commune déléguée de Mesnils-sur-Iton.

## Géographie

### Localisation
| Roman                                           | Roman                         | Buis-sur-Damville |
| Sainte-Marie-d'Attez (comm. dél. de Dame-Marie) | Grandvilliers                 | Droisy            |
| L'Hosmes                                        | Breux-sur-Avre (par un angle) | Droisy            |

## Toponymie
Le nom de la localité est attesté sous la forme latinisée Grande Villare en 1063,.
Il s'agit d'une formation toponymique médiévale dont le second élément est l'appellatif villiers dont le sens était proche de celui de ville, c'est-à-dire « domaine rural, village ». Il n'a guère eu de diffusion en Normandie, mais Grandvilliers se situe près de la frontière sud-est de cette ancienne province. Le premier élément est l'adjectif grand. Le sens de ce toponyme est donc semblable à celui de Granville, c'est-à-dire « grand domaine rural, grand village ».
Le commune d'Hellenvilliers (Herlien villare 1199) a été rattachée à Granvilliers en 1995. Ce toponyme contient le nom de personne germanique Herlwin(us) qui a donné les noms de personne Helluin et Hellouin que l'on rencontre également dans le Bec-Hellouin et la Chapelle-Hellain.

## Histoire
- Grandvilliers a fusionné avec Hellenvilliers en 1995.
- Jusqu'en 1936, il y avait un puits au milieu du village qui servait aux paysans et aux gens du village.
- Par un arrêté préfectoral du 20 novembre 2018, la commune intègre avec Buis-sur-Damville et Roman la commune nouvelle de Mesnils-sur-Iton le 1er janvier 2019[6].

## Politique et administration
| Période                                  | Période    | Identité                     | Étiquette | Qualité              |
| ---------------------------------------- | ---------- | ---------------------------- | --------- | -------------------- |
| Les données manquantes sont à compléter. |            |                              |           |                      |
| mars 2001                                | mars 2008  | Pierre Barrois               |           |                      |
| mars 2008                                | mars 2014  | Yolande de la Porte du Theil |           |                      |
| mars 2014                                | 31/12/2018 | Joseph Mesnel                | SE        | Agriculteur retraité |

## Démographie
L'évolution du nombre d'habitants est connue à travers les recensements de la population effectués dans la commune depuis 1793. Pour les communes de moins de 10 000 habitants, une enquête de recensement portant sur toute la population est réalisée tous les cinq ans, les populations de référence des années intermédiaires étant quant à elles estimées par interpolation ou extrapolation. Pour la commune, le premier recensement exhaustif entrant dans le cadre du nouveau dispositif a été réalisé en 2005.

En 2016, la commune comptait 332 habitants, en évolution de −9,29 % par rapport à 2010 (Eure : −0,25 %, France hors Mayotte : +2,11 %).
| 1793 | 1800 | 1806 | 1821 | 1831 | 1836 | 1841 | 1846 | 1851 |
| ---- | ---- | ---- | ---- | ---- | ---- | ---- | ---- | ---- |
| 295  | 275  | 323  | 297  | 327  | 349  | 334  | 318  | 321  |

| 1856 | 1861 | 1866 | 1872 | 1876 | 1881 | 1886 | 1891 | 1896 |
| ---- | ---- | ---- | ---- | ---- | ---- | ---- | ---- | ---- |
| 295  | 283  | 258  | 268  | 248  | 233  | 240  | 228  | 211  |

| 1901 | 1906 | 1911 | 1921 | 1926 | 1931 | 1936 | 1946 | 1954 |
| ---- | ---- | ---- | ---- | ---- | ---- | ---- | ---- | ---- |
| 180  | 189  | 184  | 190  | 181  | 198  | 204  | 196  | 224  |

| 1962 | 1968 | 1975 | 1982 | 1990 | 1999 | 2005 | 2006 | 2010 |
| ---- | ---- | ---- | ---- | ---- | ---- | ---- | ---- | ---- |
| 235  | 208  | 184  | 160  | 185  | 334  | 337  | 351  | 366  |

| 2015 | 2016 | - | - | - | - | - | - | - |
| ---- | ---- | - | - | - | - | - | - | - |
| 333  | 332  | - | - | - | - | - | - | - |

## Lieux et monuments

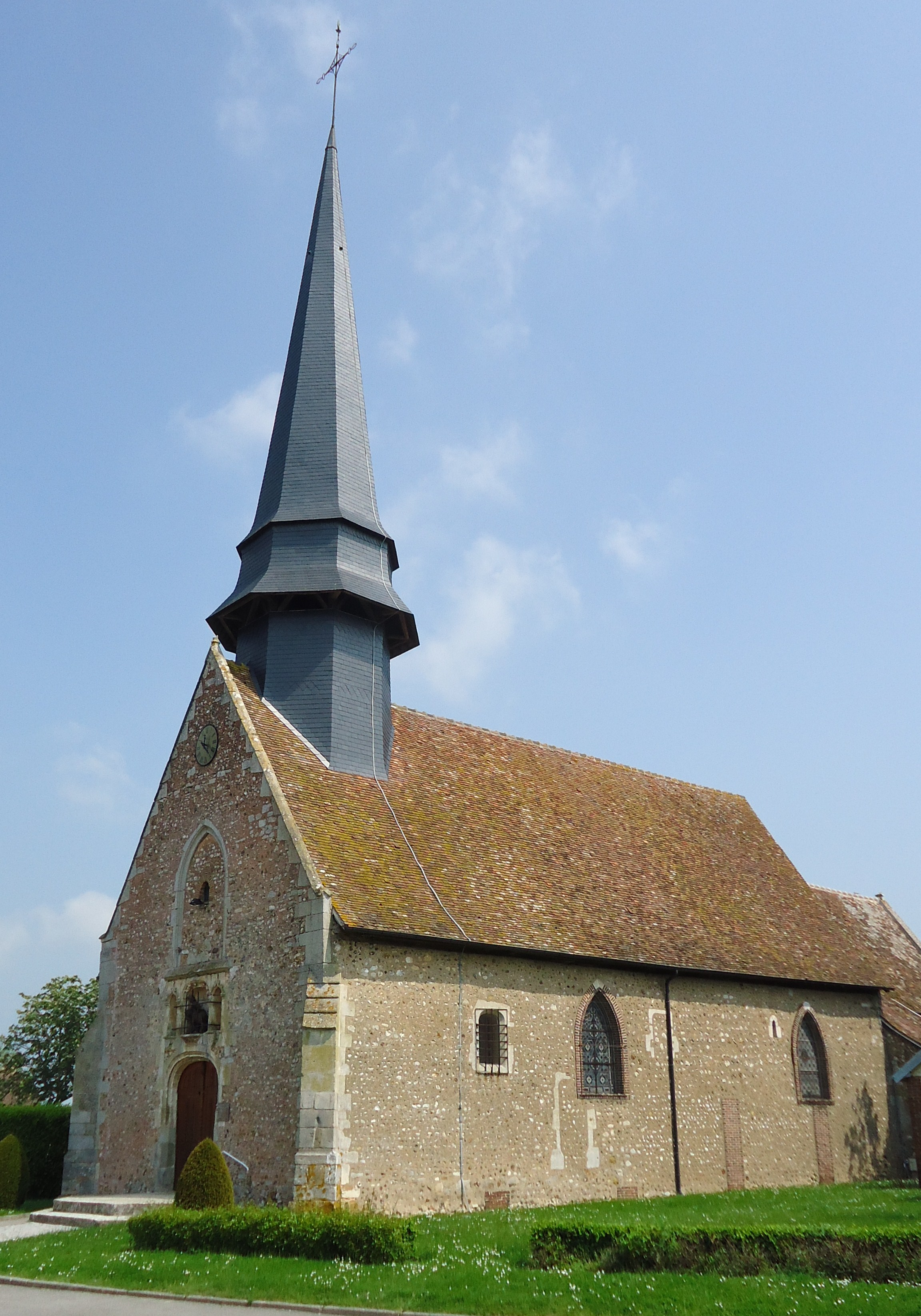
L'église Saint-Martin.

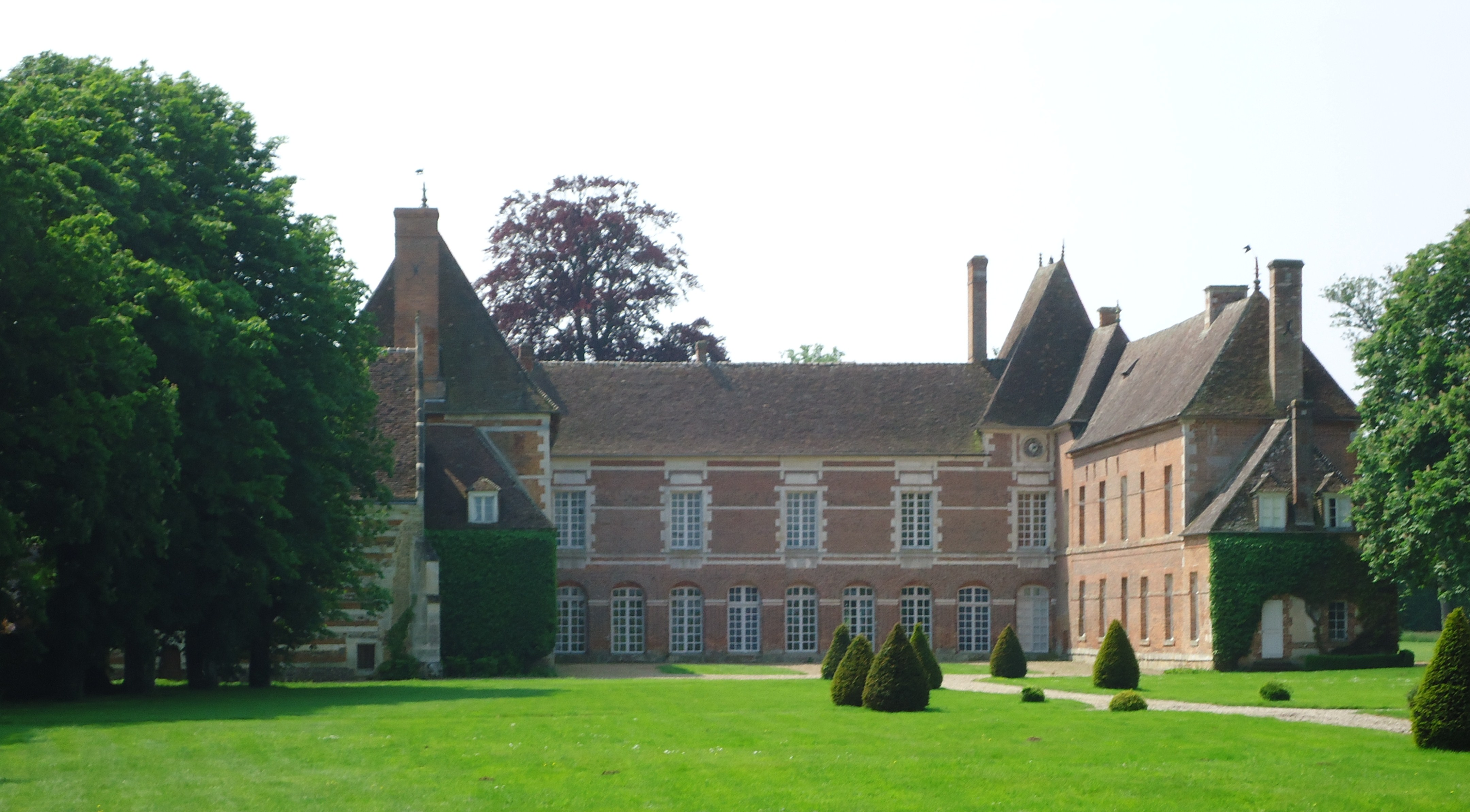
Le château d'Hellenvilliers.

- La commune abrite deux monuments historiques :
  - le château d'Hellenvilliers, inscrit par arrêté du 22 décembre 1952[11]. Pendant la Seconde Guerre mondiale, le château a été occupé par les Allemands. Aujourd'hui, il appartient à Mme de la Porte du Theil, maire jusqu'en 2014 ;
  - l'église Saint-Martin, dont le portail datant du premier quart du XVIe siècle, a été inscrit par arrêté du 7 décembre 1954[12].
- Commanderie templière de Villedieu-sous-Grandvilliers[13].